# Alberto Noguera
Alberto Noguera Ripoll (Madrid, España, 24 de septiembre de 1989) es un futbolista español. Juega de centrocampista y su equipo es el Bengaluru F. C. de la Superliga de India.
Noguera debutó en el primer equipo del Atlético de Madrid en 2011. Tras jugar en Inglaterra y Azerbaiyán regresó a España para jugar en Segunda B.

## Trayectoria

### Atlético de Madrid
Tras realizar entrenamientos de manera continuada con el primer equipo del Club Atlético de Madrid, el entrenador rojiblanco, Quique Sánchez Flores, le incluyó por primera vez en una convocatoria con el primer equipo para afrontar la trigésimo tercera jornada de Liga frente al Levante Unión Deportiva. En el minuto 84 de ese partido y con el marcador 4-1 favorable, Noguera debutó en Primera División sustituyendo al brasileño Elías Mendes.
En el verano de 2011, de la mano de Gregorio Manzano, realizó la pretemporada con el primer equipo, aunque finalmente no entró en la convocatoria para disputar la ronda previa de la Liga Europa de la UEFA.

### Blackpool
Tras disputar toda la temporada 2011-12 sin contar para el técnico del primer equipo abandonó el Atlético de Madrid en junio de 2012. El 6 de agosto de 2012 se anunció oficialmente el fichaje de Noguera por el Blackpool Football Club, que jugaba en la Football League Championship. El debut con su nuevo club se produjo el 25 de agosto en la victoria por seis a cero ante el Ipswich Town en el partido correspondiente a la tercera jornada de Liga. Noguera saltó al campo en el minuto 58 en sustitución de Ángel Martínez siendo este el único partido que disputó con el primer equipo. Al finalizar la temporada, el 29 de julio de 2013, rescindió de mutuo acuerdo su contrato con el club inglés.

### FK Baku
Tras quedar libre, en septiembre de 2013 fichó por el FK Baku de la Liga Premier de Azerbaiyán con el que debutó el 21 de septiembre en el empate a dos ante el FK Inter Baku. El 15 de febrero de 2014 anotó su primer gol como profesional en la victoria por dos a cero ante el Neftçi correspondiente a la jornada vigésimo primera de Liga. En su exótica aventura, Alberto jugó 9 partidos como titular y el club terminó en quinta posición de Liga.

### Trival Valderas
El 20 de agosto regresó a España y fichó por el club alcorconés Trival Valderas para disputar la Segunda División B. Debutó con su nuevo club el 30 de agosto entrando al campo en el minuto 55 sustituyendo a Javi Mínguez en la derrota por dos a cero ante el Leioa. El 3 de enero de 2015 anotó el primer gol con su nuevo club en la victoria por uno a dos ante la Amorebieta. Al finalizar la temporada, el Trival no consiguió el objetivo y acabó descendiendo a Tercera División.

### CF Fuenlabrada
Durante el verano de 2015, Noguera volvió a cambiar de equipo fichando por el Club de Fútbol Fuenlabrada. Debutó, siendo titular, el 23 de agosto en la victoria cero a tres de su equipo frente al Getafe B correspondiente a la primera jornada de Liga. El 18 de octubre anotó su primer gol con el Fuenlabrada en la victoria por dos a uno ante La Roda correspondiente a la novena jornada de Liga.

### Lorca FC
Firma por el Lorca en julio de 2016, un centrocampista que la temporada anterior jugó en el Fuenlabrada. 

### Club Deportivo Numancia de Soria
Firmó por el Club Deportivo Numancia de Soria en junio de 2018.

### Racing de Santander
En enero de 2019 salió cedido hasta final de temporada al Racing de Santander.

### India
El 3 de septiembre de 2020 se confirmó su fichaje por dos temporadas por el Football Club Goa de la Superliga de India, con el que ganó la Copa Durand. Pasado ese tiempo, el 16 de julio de 2022 firmó por el Mumbai City F. C. para disputar la temporada 2022-23. En este equipo también estuvo dos años y en julio de 2024 se unió al Bengaluru F. C.

## Estadísticas

### Clubes
- Actualizado al término de la temporada 2023-24.[9]

| Club                                                                       | Div.          | Temporada     | Liga  | Liga  | Copas nacionales(1) | Copas nacionales(1) | Total | Total | Media goleadora |
| Club                                                                       | Div.          | Temporada     | Part. | Goles | Part.               | Goles               | Part. | Goles | Media goleadora |
| -------------------------------------------------------------------------- | ------------- | ------------- | ----- | ----- | ------------------- | ------------------- | ----- | ----- | --------------- |
| Atlético de Madrid B · España                                              | 2.ªB          | 2010-11       | 23    | 2     | -                   | -                   | 23    | 2     | 0,09            |
| Atlético de Madrid B · España                                              | 2.ªB          | 2011-12       | 37    | 2     | -                   | -                   | 37    | 2     | 0,05            |
| Atlético de Madrid B · España                                              | Total club    | Total club    | 60    | 4     | -                   | -                   | 60    | 4     | 0,07            |
| Atlético de Madrid · España                                                | 1.ª           | 2010-11       | 2     | 0     | -                   | -                   | 2     | 0     | 0               |
| Atlético de Madrid · España                                                | Total club    | Total club    | 2     | 0     | -                   | -                   | 2     | 0     | 0               |
| Blackpool F. C. Inglaterra                                                 | 2.ª           | 2012-13       | 1     | 0     | 0                   | 0                   | 1     | 0     | 0               |
| Blackpool F. C. Inglaterra                                                 | Total club    | Total club    | 1     | 0     | 0                   | 0                   | 1     | 0     | 0               |
| FK Baku Azerbaiyán                                                         | 1.ª           | 2013-14       | 19    | 1     | 2                   | 0                   | 21    | 1     | 0,05            |
| FK Baku Azerbaiyán                                                         | Total club    | Total club    | 19    | 1     | 2                   | 0                   | 21    | 1     | 0,05            |
| C. F. Trival Valderas · España                                             | 2.ªB          | 2014-15       | 29    | 2     | 1                   | 0                   | 30    | 2     | 0,07            |
| C. F. Trival Valderas · España                                             | Total club    | Total club    | 29    | 2     | 1                   | 0                   | 30    | 2     | 0,07            |
| C. F. Fuenlabrada · España                                                 | 2.ªB          | 2015-16       | 25    | 3     | 0                   | 0                   | 25    | 3     | 0,12            |
| C. F. Fuenlabrada · España                                                 | Total club    | Total club    | 25    | 3     | 0                   | 0                   | 25    | 3     | 0,12            |
| Lorca F. C. · España                                                       | 2.ªB          | 2016-17       | 37    | 3     | 1                   | 0                   | 38    | 3     | 0,08            |
| Lorca F. C. · España                                                       | 2.ª           | 2017-18       | 34    | 1     | 1                   | 0                   | 35    | 1     | 0,03            |
| Lorca F. C. · España                                                       | Total club    | Total club    | 71    | 4     | 2                   | 0                   | 73    | 4     | 0,05            |
| C. D. Numancia · España                                                    | 2.ª           | 2018-19       | 5     | 0     | 1                   | 0                   | 6     | 0     | 0               |
| C. D. Numancia · España                                                    | Total club    | Total club    | 5     | 0     | 1                   | 0                   | 6     | 0     | 0               |
| Racing de Santander · España                                               | 2.ªB          | 2018-19       | 19    | 3     | 0                   | 0                   | 19    | 3     | 0,15            |
| Racing de Santander · España                                               | Total club    | Total club    | 19    | 3     | 0                   | 0                   | 19    | 3     | 0,15            |
| C. D. Numancia · España                                                    | 2.ª           | 2019-20       | 23    | 1     | 0                   | 0                   | 23    | 1     | 0,04            |
| C. D. Numancia · España                                                    | Total club    | Total club    | 23    | 1     | 0                   | 0                   | 23    | 1     | 0,04            |
| F. C. Goa India                                                            | 1.ª           | 2020-21       | 20    | 1     | 0                   | 0                   | 20    | 1     | 0,05            |
| F. C. Goa India                                                            | 1.ª           | 2021-22       | 19    | 3     | 0                   | 0                   | 19    | 3     | 0,16            |
| F. C. Goa India                                                            | Total club    | Total club    | 39    | 4     | 0                   | 0                   | 39    | 4     | 0,11            |
| Mumbai City F. C. India                                                    | 1.ª           | 2022-23       | 20    | 4     | 7                   | 0                   | 27    | 4     | 0,15            |
| Mumbai City F. C. India                                                    | 1.ª           | 2023-24       | 13    | 1     | 7                   | 1                   | 20    | 2     | 0,1             |
| Mumbai City F. C. India                                                    | Total club    | Total club    | 33    | 5     | 14                  | 1                   | 47    | 6     | 0,13            |
| Total carrera                                                              | Total carrera | Total carrera | 326   | 27    | 20                  | 1                   | 346   | 28    | 0,08            |
| (1) Incluye datos de Copa de Azerbaiyán (2013-14); Copa del Rey (2014-15). |               |               |       |       |                     |                     |       |       |                 |

## Palmarés

### Títulos nacionales
| Título      | Club      | País  | Año  |
| ----------- | --------- | ----- | ---- |
| Copa Durand | F. C. Goa | India | 2021 |